# Herrchens Frauchen

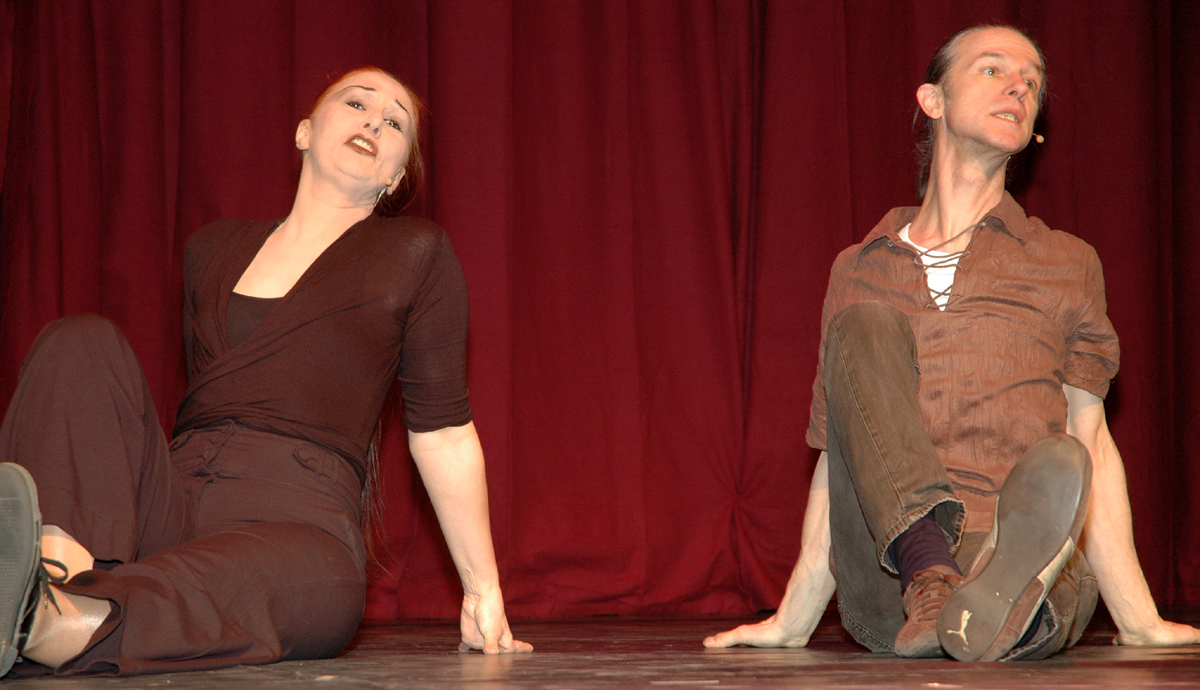
Herrchens Frauchen bei ihrem Auftritt bei der Internationalen Kulturbörse in Freiburg 2012

Unter dem Namen Herrchens Frauchen betreiben Lisa Politt und Gunter Schmidt seit 1984 politisches Kabarett mit hohem musikalischem Anteil.
Lisa Politt wurde 1956 in Braunschweig geboren und wuchs in Bomlitz auf; sie hat ein Diplom als Psychologin. Gunter Schmidt, geboren 1958, ist diplomierter Kirchenmusiker und Konzertorganist.
Das Duo ist eine sehr langlebige Formation im deutschen Musik-Kabarett-Genre. Mit der Single Sperma ist ekelhaft (1991), einer Parodie auf Volksmusik-Stücke, wurde das Duo nach einem TV-Auftritt in Schmidts Tivoli bundesweit bekannt.
Von 2003 bis 2022 betrieben Politt und Schmidt ihre Bühne „Polittbüro“ am Steindamm im Hamburger Stadtteil St. Georg. Mitte 2022 übergaben sie den Spielort an Michel Abdollahi und Robert Oschatz.

## Auszeichnungen
- 1991 Deutscher Kleinkunstpreis